# Agreste de Lagarto
Agreste de Lagarto is een van de 13 microregio's van de Braziliaanse deelstaat Sergipe. Zij ligt in de mesoregio Agreste Sergipano en grenst aan de microregio's Agreste de Itabaiana, Boquim, Tobias Barreto, Carira en Estância. De microregio heeft een oppervlakte van ca. 1.491 km². In 2006 werd het inwoneraantal geschat op 112.440.
Twee gemeenten behoren tot deze microregio:
- Lagarto
- Riachão do Dantas

Mesoregio's: Agreste Sergipano · Leste Sergipano · Sertão Sergipano

Microregio's: Agreste de Itabaiana · Agreste de Lagarto · Aracaju · Baixo Cotinguiba · Boquim · Carira · Cotinguiba · Estância · Japaratuba · Nossa Senhora das Dores · Propriá · Tobias Barreto · Sergipana do Sertão do São Francisco